# Parafia Świętych Kosmy i Damiana w Studzionkach
Parafia Świętych Kosmy i Damiana – parafia prawosławna w Studzionkach, w dekanacie Lubin diecezji wrocławsko-szczecińskiej.
Na terenie parafii funkcjonuje 1 cerkiew:
- cerkiew Świętych Kosmy i Damiana w Studzionkach – parafialna

## Historia
Parafia powstała w 1947. Od początku użytkuje murowaną kaplicę, zaadaptowaną na potrzeby liturgii prawosławnej. Rozbudowa świątyni miała miejsce w latach 1989–1991; w tym czasie wzniesiono też dzwonnicę. W 2013 parafia liczyła około 90 rodzin. Cmentarz parafialny znajduje się w odległości 2,5 km od cerkwi, we wsi Kębłów.

## Wykaz proboszczów
- 1947–1948 – ks. Stefan Biegun
- 1948–1954 – ks. Dymitr Chylak
- 1956 – ks. Jan Lewiarz
- 1961–1962 – ks. Atanazy Sławiński
- 1962–1964 – ks. Anatol Fedasz
- 1967–1985 – ks. Jerzy Hnatow
- 1985–2001 – ks. Michał Szlaga
- od 2001 – ks. Sławomir Sorokanycz